# スイホウガン

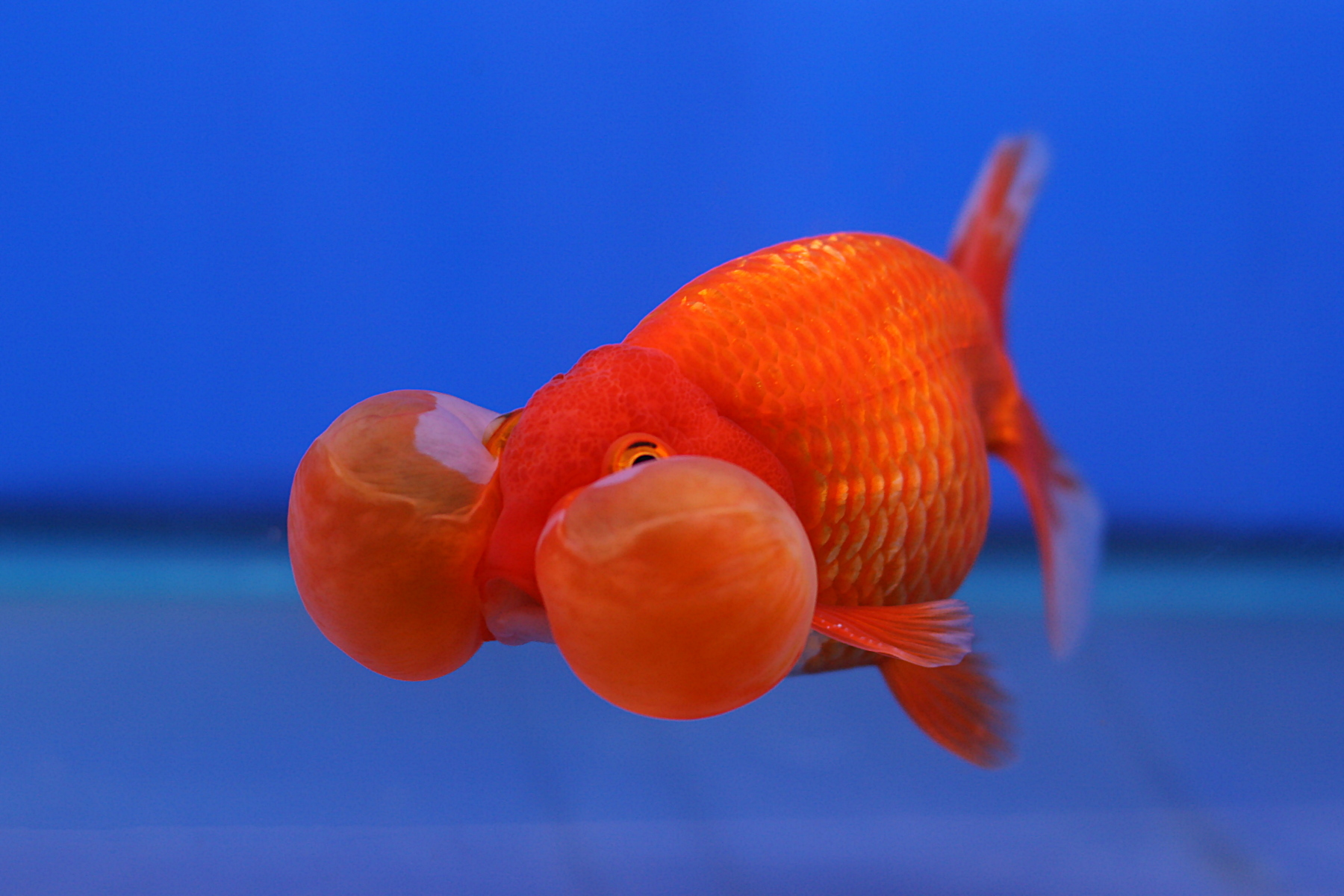
スイホウガン

スイホウガン（水泡眼）は、キンギョの一種。目の下に風船のように膨らんだ袋がついている中国産の品種で、中国ではよく飼われているキンギョである。

## 概要
全長は15cmぐらいで上向きの眼球と眼の左右に付く風船のような水泡状の袋(眼球の角膜のみが膨大化したもの)があり、中にはリンパ液が満たされている。チョウテンガンと同様に、背びれを欠き、愛嬌のある珍奇な姿で人気が高く、日本に輸入された中国金魚の代表格であり、需要が高い分、流通量も比較的多い。
体色は赤及び赤白サラサが多く輸入されており、数は少ないが黒、茶、青、キャリコ柄のスイホウガンも見受けられる。前者は比較的購入し易いが、後者は中国金魚の専門店に行くと購入できる。また、原産地には背びれがあるタイプのスイホウガンがいるが輸出は殆どされない。

## 歴史
中国で長らく門外不出とされていた品種であり、作出過程はデメキンの突然変異によりチョウテンガンと同時期に作出された説があるが定かではない。宮廷などの支配層のみが長く飼育保存していたが、新体制（王朝政の廃止）とともに一般にも広く知られるようになった。日本へは1958年（昭和33年）に初めて導入された。

## 名前の由来
大きな袋（水泡）の眼に見えることから、水泡眼（スイホウガン）と名付けられた。英名は「バブルアイ（Bubble Eye）」 。

## 飼育
動きが鈍く、素早い金魚と一緒に飼うといじめられたり、餌にあり付けず弱ったりするので飼育する場合は動きの鈍い金魚と一緒に飼育する必要がある。また、水槽内のレイアウトは袋が破けないように角の無いものを選ぶ必要がある。どんぶり金魚に向いている金魚。